# Tepozanes, San José Iturbide
Tepozanes är en ort i Mexiko.   Den ligger i kommunen San José Iturbide och delstaten Guanajuato, i den centrala delen av landet, 220 km nordväst om huvudstaden Mexico City. Tepozanes ligger 2 058 meter över havet och antalet invånare är 247.
Terrängen runt Tepozanes är platt åt nordost, men åt sydväst är den kuperad. Runt Tepozanes är det ganska tätbefolkat, med 124 invånare per kvadratkilometer. Närmaste större samhälle är San José Iturbide, 6,0 km sydost om Tepozanes. Trakten runt Tepozanes består till största delen av jordbruksmark.